# Oudeï Tork
Oudeï Turk (também escrito Oudeï Trek) é uma vila na comuna de Mih Ouensa, no distrito de Mih Ouensa, província de El Oued, Argélia. A vila está localizada 7 quilômetros (4,3 milhas) a noroeste de Mih Ouensa e 22 quilômetros (14 milhas) a sudoeste da capital provincial El Oued.